# Războiul de Independență al Cubei
Războiul de independență al Cubei (în spaniolă Guerra de Independencia cubana, 1895–1898) a fost ultimul dintre cele trei războaie de eliberare pe care Cuba le-a declanșat împotriva Spaniei. Celelalte două au fost Războiul de 10 Ani (1868–1878) și Micul Război (1879–1880). Ultimele trei luni ale războiului au adus și implicarea SUA, această perioada fiind cunoscută ca Războiul hispano-american, în timpul căruia forțele americane au fost desfășurate în Cuba, Puerto Rico și Filipine. Istoricii au opinii diferite asupra motivației oficialilor americani pentru intervenția militară (dacă aceștia au acționat din motive umanitare sau nu), dar toți sunt de acord asupra faptului că presa americană a exagerat atrocitățile atribuite forțelor spaniole împotriva civililor cubanezi.

## Cadru istoric
În anii 1869-1888, a așa-numitului „armistițiu profitabil”, care a durat 17 ani după sfârșitul războiului de zece ani din 1878, s-au produs schimbări sociale fundamentale în societatea cubaneză. Odată cu abolirea sclaviei în octombrie 1886, oamenii eliberați s-au alăturat claselor sociale ale fermierilor și celei muncitoare urbane. Economia nu s-a adaptat rapid schimbării și prin urmare, mulți cubanezi bogați și-au pierdut proprietățile și s-au alăturat clasei medii urbane. Numărul de fabrici de zahăr a scăzut, dar eficiența acestora a crescut. Numai companiile și cei mai puternici proprietari de plantații au continuat să facă afaceri. Lor li s-a alăturat Central Board of Artisans în 1879 și alte asemenea organizații de pe insulă.  În ciuda faptului că insula Cuba era din punct de vedere politic o colonie a Spaniei, ea devenise dependentă din punct de vedere economic de SUA. În fața primejdiei de creștere continuă a influenței americane în Cuba, autoritățile coloniale au crescut în 1890 taxele vamale pentru bunurile importate din SUA cu 25%. Dacă aceste taxe erau benefice pentru spanioli, ele nu erau în favoarea populației cubaneze. SUA a răspuns prin creșterea taxelor vamale pentru tutun și zahărul brut, care erau principalele mărfuri de export al Cubei. Cuba și Puerto Rico se aflau în pericol să rămână fără piețe de desfacere pentru principalele mărfuri de export. Cele două colonii spaniole au fost aduse în pragul catastrofei economice. În aceste condiții, Spania a fost obligată să facă concesii și pe 31 iulie 1891 a semnat Tratatul Foster-Cánovas, care a pus capăt războiului comercial dintre cele două state. Americanii au reluat investițiile în Cuba, iar zahărul cubanez a importat fără taxe în Statele Unite. 
După a doua deportare în Spania în 1878, José Martí s-a mutat in SUA în 1881. Acolo a mobilizat comunitatea cubanezilor exilați exilului cubanez, în special pe cei din  Ybor City (în regiunea Tampa) și Key West, Florida. Scopul său a fost declanșarea revoluției pentru a obține independență față de Spania. Martí a militat împotriva anexării  Cubei de către SUA, care a fost dorită de unii politicieni atât din SUA, cât și din Cuba.
După discuții în cadrul cluburilor patriotice de pe teritoriul SUA, Antilelor și Americii Latine, „El Partido Revolucionario Cubano” (Partidul Revoluționar Cubanez) era oarecum dezorientat și afectat de teama tot mai mari că guvernul american avea să încerce anexarea Cubei mai înainte ca revoluția să elibereze insula de sub stăpânirea Spaniei.
Secretatul de stat James G. Blaine a afirmat la un moment dat că este posibil ca toată America Centrală și de Sud să ajungă sub controlul SUA. 
 „Acea insulă bogată”, scria Blaine pe 1 decembrie 1881, „cheia Golfului Mexicului, deși în mâinile Spaniei, face parte din sistemul comercial american… Dacă încetează să mai fie spaniolă, Cuba trebuie în mod necesar să devină americană și să nu cadă sub dominația vreunei alte țări europene”. 
 Viziunea lui Blaine nu lăsa loc posibilității unei Cube independente. „Martí a observat alarmat mișcarea pentru anexarea insulelor Hawaii, considerând că stabilește un precedent și pentru Cuba…”

## Războiul
Pe 25 decembrie 1894, trei corăbii – Lagonda, Almadis și Baracoa – au ridicat pânzele din portul Fernandina Beach, Florida, cu destinația Cuba, având la bord soldați și arme. Două dintre cele două vase au fost arestate de autoritățile americane la începutul lunii ianuarie, dar trimiterile de oameni și armament în Cuba au continuat. Pe 25 martie, Marti a prezentat Manifestul din  Montecristi, care stabilea liniile directoare ale Războiului de Independență al Cubei
- La război urmau să participe negri și albi în egală măsură;
- Participarea tuturor negrilor urma să fie crucială pentru victorie;
- Spaniolii care nu se opuneau efortului de război trebuiau să fie cruțați,
- Proprietățile rurale private nu trebuiau distruse; și
- Revoluția trebuia să aducă o nouă viață economică în Cuba.

Insurecția a început pe 24 februarie 1895, prin rebeliuni pe tot teritoriul insulei. În Oriente, cele mai importante rebeliuni au avut loc la Santiago, Guantánamo, Jiguaní, San Luis, El Cobre, El Caney, Alto Songo, Bayate, și Baire. Rebeliunile din zona centrală a insulei, precum cele din Ibarra, Jagüey Grande și Aguada, au avut parte de o coordonare mai slabă și au eșuat după ceva timp. Conducătorii revoluționari au fost arestați, unii dintre ei deportați, iar alții executați. În provincia f Havana, insurecția a fost descoperită mai înainte de declanșare, iar liderii acesteia au fost arestați. Insurgenții din vestul insulei, din Pinar del Río, au primit ordine de la liderii mișcării să nu declanșeze luptele și să aștepte noi indicații. 
Pe 1 aprilie 1895, principalii conducători Mambi au debarcat în Oriente în fruntea a două grupuri. Generalul maior Antonio Maceo a debarcat împreună cu 22 de camarazi lângă Baracoa, iar José Martí, Máximo Gómez și alți 4 colegi la Playitas. În acea perioadă, forțele spaniole din Cuba numărau cam 80.000 de militari, din care 20.000 de trupe regulate, iar restul miliții ale voluntarilor spanioli și cubanezi. Cei din urmă erau localnici, care aveau ca sarcină asigurarea pazei și ordinei pe insulă. Moșierii bogați desemnaseră „voluntari” din rândul sclavilor lor, care activau în cadrul milițiilor, sub comanda unor civili localnici, nu a unor ofițeri de armată. Până în decembrie, Spania trimisese în Cuba 98.412 de soldați ai trupelor regulate, iar guvernul colonial a crescut efectivele Corpului Voluntarilor la 63.000 de oameni. Până la sfârșitul anului 1897, în Cuba erau mobilizați 240.000 de soldați și 60.000 de membri ai milițiilor. Forțele revoluționare erau depășite mult din punct de vedere numeric. 
Revoluționarii primiseră supranumele „mambises” după numele ofițerului spaniol de culoare Juan Ethninius Mamby, care  dezertase în 1844 și se alăturase războiul de independență din vestul Insulei Hispaniola. Soldații spanioli îi numeau pe insurgenți din Hispaniola „oamenii lui Mamby”, adică „mambi”, la plural „mambisese”. Când au izbucnit primele lupte pentru lupte pentru independența Cubei în 1868, unii dintre soldații spanioli fuseseră transferați  aici din Hispaniola. Ei au fost cei care au folosit pentru insurgenții cubanezi numele peiorativ „mambi”. Cubanezii au adoptat însă cu mândrie această poreclă. 
După Războiul de 10 Ani, guvernul a interzis deținerea de arme de către civili. Încă de la începutul insurecției, rebelii au suferit datorită lipsei armelor potrivite. Eu au compensat lipsa armelor prin adoptarea tacticilor de gherilă, bazate pe raiduri rapide, ambuscade, elementul surpriză. Atacurile împotriva trupelor regulate aflate în marș erau organizate cu deplasarea pe cai rapizi a insurgenților înarmați cu macete. Majoritatea armelor și munițiilor insurgenților fuseseră obținute în urma raidurilor împotriva spaniolilor. În perioada 11 iunie 1895 – 30 noiembrie 1897, dintre cele 60 de încercări de aprovizionare a rebelilor din afara țării cu arme și provizii, doar una a reușit să își îndeplinească obiectivul, și aceasta doar datorită protecției britanicilor. Douăzeci și opt de corăbii au fost interceptate în apele teritoriale americane, cinci dintre acestea au fost interceptate de americani în larg, iar patru de către marina spaniolă. Alte două corăbii au naufragiat, una a fost obligată să se întoarcă în port din cauza vremii nefavorabile, iar despre soarta ultimei nu se știe nimic. 
Martí a fost ucis la scurtă vreme după ce a debarcat pe 19 mai 1895 la at Dos Rios, dar Máximo Gomez și Antonio Maceo au continuat luptă, reușind să ridice la luptă întreaga provincie Oriente. La sfârșitul lunii iunie, se duceau lupte în întreaga provincie Camagüey. Folosindu-se de documentele cubanzeze, istoricul John Lawrence Tone a demonstrat că Gomez și Maceo au reușit primii să forțeze forțele civile să aleagă una dintre taberele beligerante. „Ori ei se mută în partea de est a in insulelor, unde cubanezii controlează zona  muntoasă, or vor fi acuzați pentru sprijinirea spaniolilor și vor fi subiectele unei judecăți și execuții imediate”.  În timpul marșul lor spre vest, lor li s-au alăturat în Las Villas veteranii războiului din1868, printre care se aflau generalul internaționalist polonez Carlos Roloff și Serafín Sánchez, care au adus revoluționarilor aportul unor luptători experimentați și o cantitate de arme. 

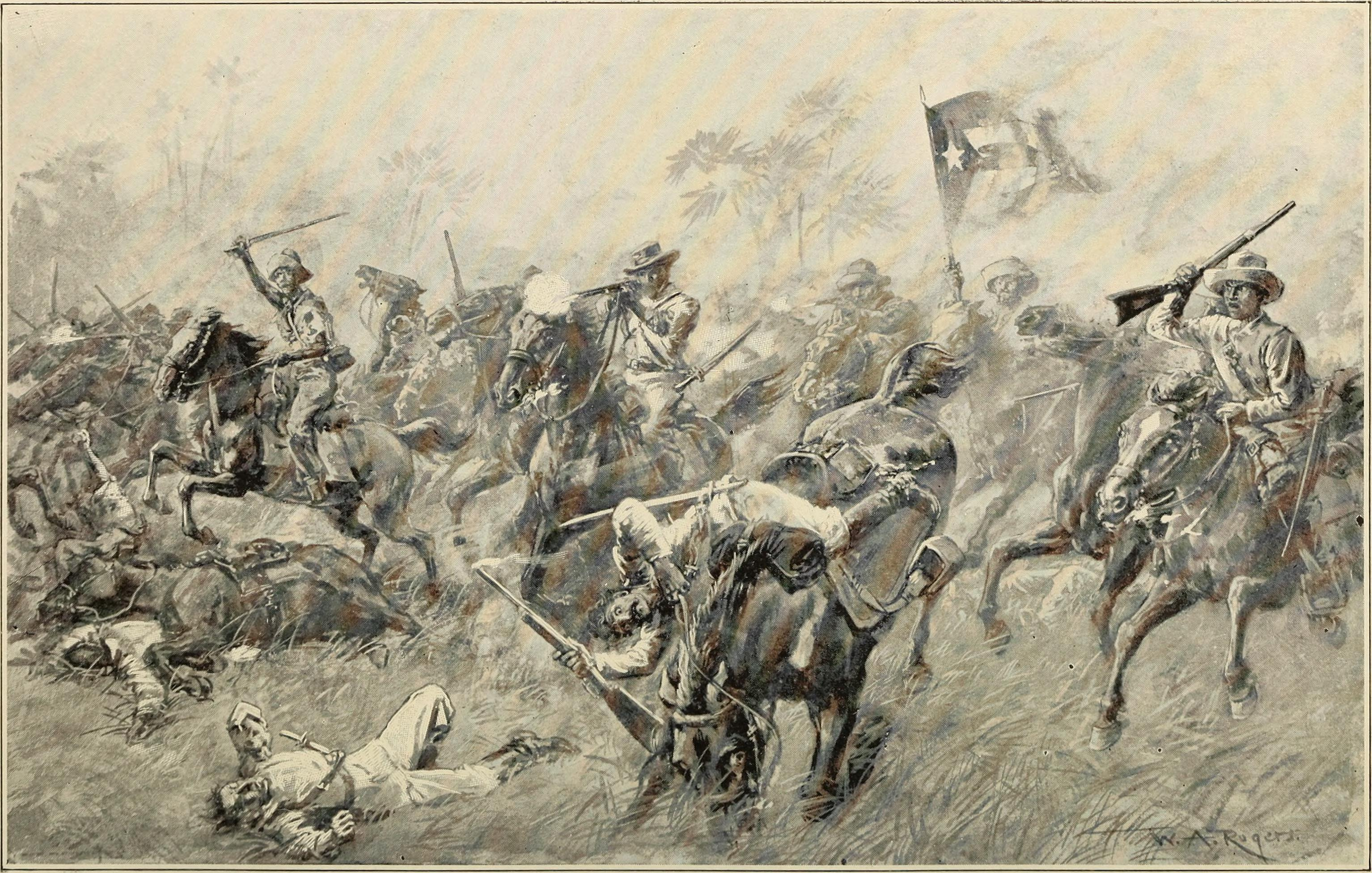
Rebelii cubanezi

La mijlocul lunii septembrie, reprezentanți din rândurile celor cinci armate de eliberare s-au întâlnit în Jimaguayú, Camagüey, pentru aprobarea „Constituției din Jimaguayú”. Ei au aprobat formarea unui guvern central, care grupa atât puterea executivă, cât și pe cea legislativă într-o singură entitate numită „Consiliul de Guvernare”. Șefii acestui Consiliu au fost aleși Salvador Cisneros și Bartolomé Masó. După ce consolidarea controlului în trei provincii răsăritene, armatele de eliberare s-a îndreptat la început spre Camagüey, iar mai apoi spre Matanzas, dejucând planurile sau inducând în eroare de mai multe ori armata spaniolă. Insurgenții l-au învins pe generalul spaniol  Arsenio Martínez-Campos y Antón, cel care obținuse victoria finală în Războiul de zece Ani. 
Campos a încercat să aplice metode pe care le folosise în Războiul de 10 Ani, construind o barieră de-a curmezișul insulei, numită trocha, lungă de aproximativ 80 km și lată de aproximativ  200 m. Această linie defensivă trebuia să limiteze activitățile rebelilor doar la provinciile răsăritene. Trocha s-a întins de-a lungul linie de cale ferată de la Jucaro în sud până la Morón în nord. Campos a dispus construirea de fortificații de-a lungul căii ferate în mai multe puncte, cu ziduri de sârmă ghimpată de 400 m lățime. În plus, au fost îngropate mine anti infanterie în locurile care păreau cele mai expuse atacului insurgenților. 
Rebelii considerau că trebuie să continue marșul către provinciile occidentale Matanzas, Havana și Pinar del Rio, unde se aflau guvernul și reședințele celor mai bogați insulari. Războiul de 10 Ani eșuase în atingerea obiectivelor propuse tocmai pentru că rebelii nu reușiseră să își extindă acțiunile dincolo de granițele provinciilor răsăritene. Revoluționarii au reușit ca, după o campanie bine coordonată a cavaleriei, să  depășească trochas și să invadeze toate provinciile. După ce au încercuit toate localitățile mai mari și orașele bine fortificate, revoluționarii au atins cel mai vestic punct al insulei pe 22 ianuarie 1896, la exact trei luni după debarcarea de la Baraguá.
Campos a fost înlocuit la comandă de generalul Valeriano Weyler. El s-a folosit de teroare pentru înfrângerea rebelilor: execuții periodice, exil în masă a localnicilor, trimiterea civililor în lagăre de concentrare din anumite orașe sau regiuni, sau distrugerea fermelor și recoltelor. Teroarea lui Weyler a atins apogeul pe 21 octombrie 1896, când a ordonat ca toți fermierii cu turmele lor de animale să se adune în câteva zone și orașe fortificate ocupate de trupele din subordinea lui. 

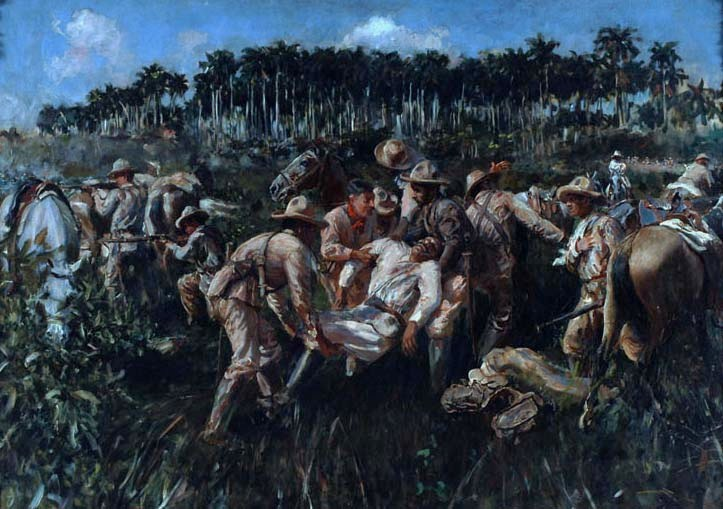
Moartea lui Maceo în 1896

Sute de mii de oameni au fost obligați să își părăsească locuințele și au fost obligați să supraviețuiască în condiții groaznice și inumane în localitățile aglomerate peste măsură. 
Luând în considerație mutările forțate ale populației din provinciile estice, pentru care erau responsabili insurgenții, și măsurile de teroare luate de spanioli, Tone, folosindu-se de diferite surse aflate la dispoziția lui,  a estimat că din rândul populației civile între 155.000 și 170.000 de oameni au pierit în cei trei ani de război, adică aproximativ 10% din populația insulei.
La începutul deceniului al nouălea al secolului al XIX-lea, Spania se luptă să înăbușe și mișcarea de independență din Filipine. Ca urmare, Spania lupta în două războaie, ceea ce reprezenta o povară foarte grea pentru economia țării. În 1896, Spania a refuzat propunerile secrete făcute de SUA pentru cumpărarea Cubei. 
Maceo a fost ucis pe 7 decembrie 1896 în Havana, în timp ce se întorcea din vestul insulei. Principalul obstacol pe care trebuiau să îl depășească cubanezii pentru obținerea victoriei era lipsa acută de arme și muniții. Deși comunitățile cubanezilor exilați în SUA și simpatizanții americani ai revoluționarilor puteau asigura aprovizionarea rebelilor cu arme, muniții și diferite provizii, operațiunile de transport către insulă violau legile americane. Pentru împiedicarea traficului ilegal a fost folosită U.S. Coast Guard. Din cele 71 de încercări de aprovizionare a rebelilor, doar 27 au reușit să ajungă în Cuba, 5 au fost oprite de spanioli, iar 33 au fost  oprite de Garda de Coastă americană. 
În 1897, armata de eliberare ocupa poziții foarte bune în Camagüey și Oriente, regiuni în care spaniolii nu controlau decât câteva orașe. Liderul liberalilor spanioli Práxedes Mateo Sagasta afirma în mai 1897: „După ce am trimis 200.000 de oameni și am vărsat așa de mult sânge, nu stăpânim mai mult pământ pe insulă decât cel pe care pășesc soldații noștri”. O forță a insurgenților de 3.000 de oameni a înfrânt armata spaniolă în mai multe lupte, așa cum a fost ce de la La Reforma și au forțat apărătorii orașului Las Tunas să se predea pe 30 august. Las Tunas fusese apărat de aproximativ 1.000 de spanioli, bine înarmați și cu suficiente provizii. 
În conformitate cu hotărârile Adunării de la Jimaguayü de cu doi ani mai devreme, la La Yaya, Camagüey, a fost organizată o Adunare Constituantă pe 10 octombrie 1897. Noua constituție adoptată de această Adunare prevedea subordonarea comenzii militare controlului civil. A fost ales un nou guvern,  în cele mai înalte funcții de conducere ale statului fiind numiți președintele Bartolomé Masó și vicepreședintele Domingo Méndez Capote.
Madridul a decis în cele din urmă să își schimbe politica cu privire la Cuba și l-a înlocuit pe Weyler. De asemenea, spaniolii au conceput o constituție colonială pentru Cuba și Puerto Rico și a numit un nou guvern în Havana.  În condițiile în care jumătate din insulă era sub controlul insurgenților, iar cealaltă jumătate era în stare de mobilizare, guvernul colonial nu avea nicio putere. Modificările pe care au încercat să le facă spaniolii au fost respinse din capul locului de rebeli. 

## IncidentulMaine

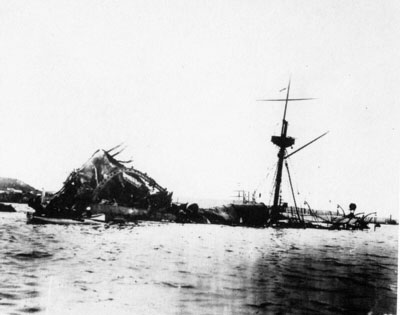
Epava vasului Maine, 1898

Lupta cubanezilor pentru independență a înflăcărat imaginația americanilor pentru mulți ani. Unele ziare cereau intervenția americane în insulă, în special pentru protejarea intereselor investitorilor americani în Cuba, și publicau istorii senzaționaliste despre atrocitățile spaniolilor împotriva populației indigene, care erau exagerări propagandistice. 
Reportajele defavorabile spaniolilor au continuat și după înlocuirea lui Weyler și modificarea atitudinii Madridului față de cubanezi. Opinia publică americană era în favoarea intervenției americane în sprijinul cubanezilor.
În ianuarie 1898 a izbucnit în Havana o rebeliune a loialiștilor spanioli rezidenți în Cuba împotriva guvernului local. Rebelii au distrus mașinile tipografice ale ziarelor locale  care publicaseră articole critice la adresa atrocităților armatei spaniole. Consulul general al SUA a transmis o cablogramă la Washington în care afirma că se teme pentru viețile cetățenilor americani care trăiau în Havana. Guvernul american a trimis în capitala Cubei la sfârșitul lunii ianuarie  cuirasatul USS Maine. Pe 15 februarie 1898, Maine a fost grav avariat de o explozie. Au murit 258 de membri ai echipajului. Comisia militară care s-a ocupat de investigarea exploziei a ajuns la concluzia că vasul a fost distrus de explozia unei mine subacvatice. Totuși, investigații ulterioare au ajuns la concluzia că ar fi fost posibil ca explozia să fi fost produsă undeva în interiorul cuirasatului, cauza acesteia ne fiind identificată în mod clar nici până azi.
Încercând să liniștească SUA, guvernul colonial a acceptat să îndeplinească două condiții cerute de președintele William McKinley: a pus capăt relocării forțate a populației civile și a s-a oferit să înceapă negocieri cu luptătorii pentru independență. Rebelii au respins însă orice propunere de armistițiu. 

## Războiul hispano-american

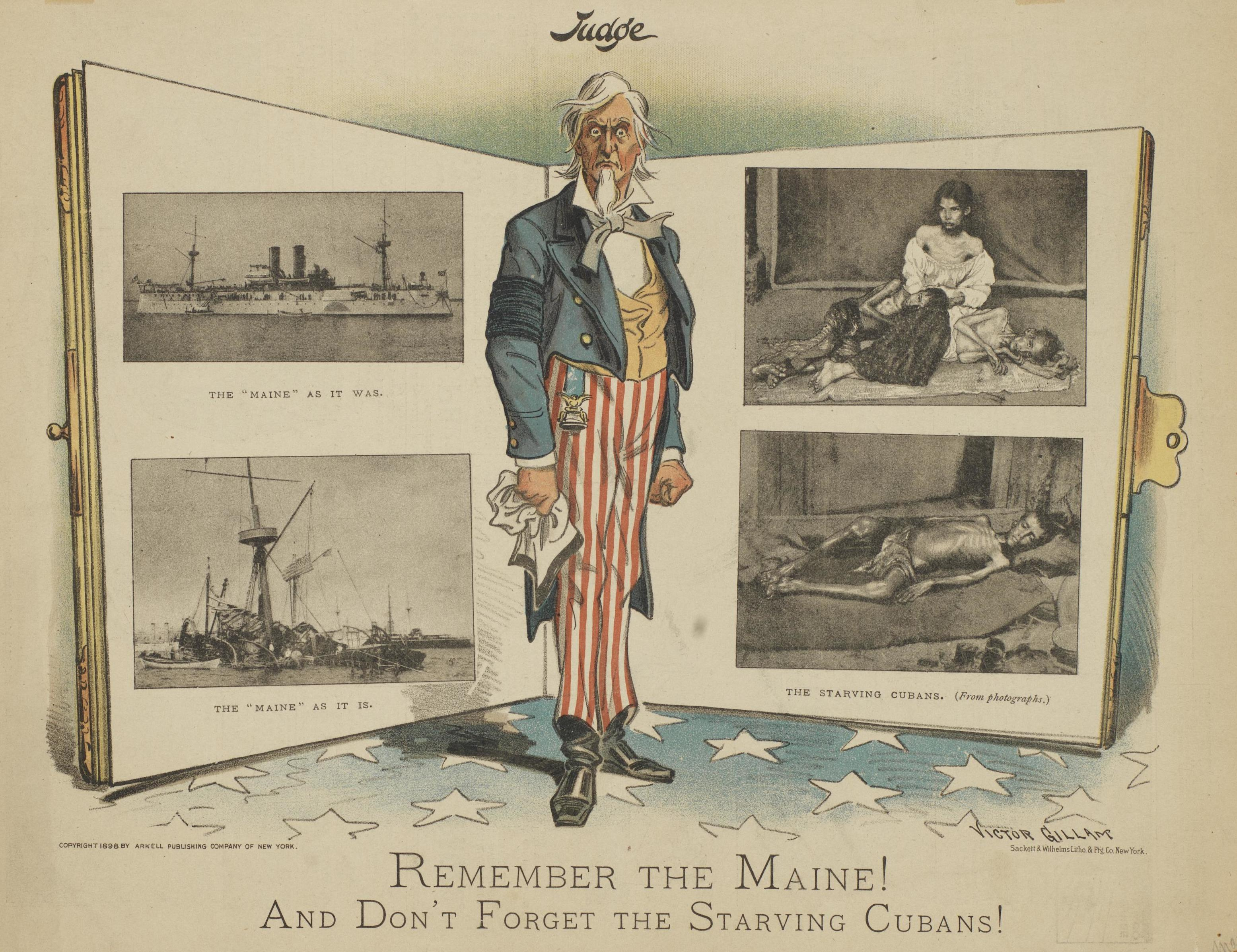
Ilustrație publicată în 1898 în revista Judge (New York): „Remember the Maine! And Don't Forget the Starving Cubans!”

Scufundarea cuirasatului Maine a fost scânteia care a determinat un val de indignare în SUA. Mari proprietari din presa scrisă precum William R. Hearst au tras concluzia că oficialii  spanioli din Cuba sunt vinovați pentru catastrofă, iar ziarele au pornit o campanie pentru prezentarea a ceea ce au considerat o conspirație antiamericană. De fapt, Spania nu avea nici un interes să atragă SUA în conflict. Veștile false nu au făcut decât să alimenteze furia populară prin publicarea unor presupuse „atrocități” comise de spanioli în Cuba. Hearst, când a aflat de la Frederic Remington, artistul pe care îl angajase să îi furnizeze ilustrații pentru ziarul său, că în Cuba condițiile nu erau atât de grave pentru ca să asigure intervenția americană,  se spune că ar fi spus „Tu furnizează imaginile și eu voi furniza războiul”. Președintele  McKinley, Președintele Camerei Reprezentanților Thomas Brackett Reed și comunitatea oamenilor de afaceri s-au opus presiunilor tot mai mari ale opiniei publice pentru declanșarea unei intervenții militare, poziție care a fost criticată puternic de presa de scandal. Lozinca zilei a ajuns să fie Remember the Maine, To Hell with Spain!
Evenimentul hotărâtor a fost, cel mai probabil, discursul senatorului Redfield Proctor din 17 martie  1898, în cadrul căruia, după analizarea situației, a ajuns la concluzia că războiul este singurul răspuns posibil. Comunitățile de afaceri și religioase și-a schimbat opiniile, lăsându-i pe McKinley și Reed aproape pe poziția antirăzboinică.  „COnfruntându-se cu o populației revitalizată, pregătită de război și toată încurajarea editorială pe care o puteau asigura cei doi competitori, Statele Unite  au ales oportunitatea să se implice și să își etaleze noua Marină propulsată de aburi”. 
Pe 11 aprilie, McKinley a cerut Congresului autorizarea pentru trimiterea trupelor în Cuba, trupe care aveau ca obiectiv oprirea războiului civil din insulă. Pe 19 aprilie, Parlamentul a emis o rezoluție comună (cu 311 voturi pentru la 6 împotrivă în Camera Reprezentanților și 42 la 35 în  Senat) prin care și-a afirmat sprijinul pentru independența Cubei și a tăgăduit orice intenție de anexarea a insulei. Prin acea rezoluție, americanii au cerut Spaniei să se retragă și l-a autorizat pe Președinte să folosească forța militară atât cât considera că este necesar pentru ajutorarea patrioților cubanezi să își cucerească independență. A fost de asemenea inclusă în rezoluție și „Amendamentul Teller”, (după numele senatorului de Colorado, Moore Teller) care afirma că „insula Cuba este, și ar trebui să fie liberă și independentă prin puterea legii”.  Amendamentul sublinia că SUA nu au nicio intenție pentru exercitarea vreunui control asupra Cubei în afara motivelor legate de impunerea păcii și confirma că forțele armate urmau să fie retrase de îndată ce războiul era încheiat. Amendamentul, impus în ultima clipă de politicienii antiimperialiști din Senat, nu menționa în nici un fel Filipinele, Guamul sau Puerto Rico. Congresul a declarat oficial război Spaniei pe 25 aprilie. Senatul și Camera Reprezentanților a votat amendamentul pe 19 aprilie, McKinley a semnat rezoluția comună pe 20 aprilie, iar Congresul a declarat oficial război Spaniei pe 25 aprilie 1898. 

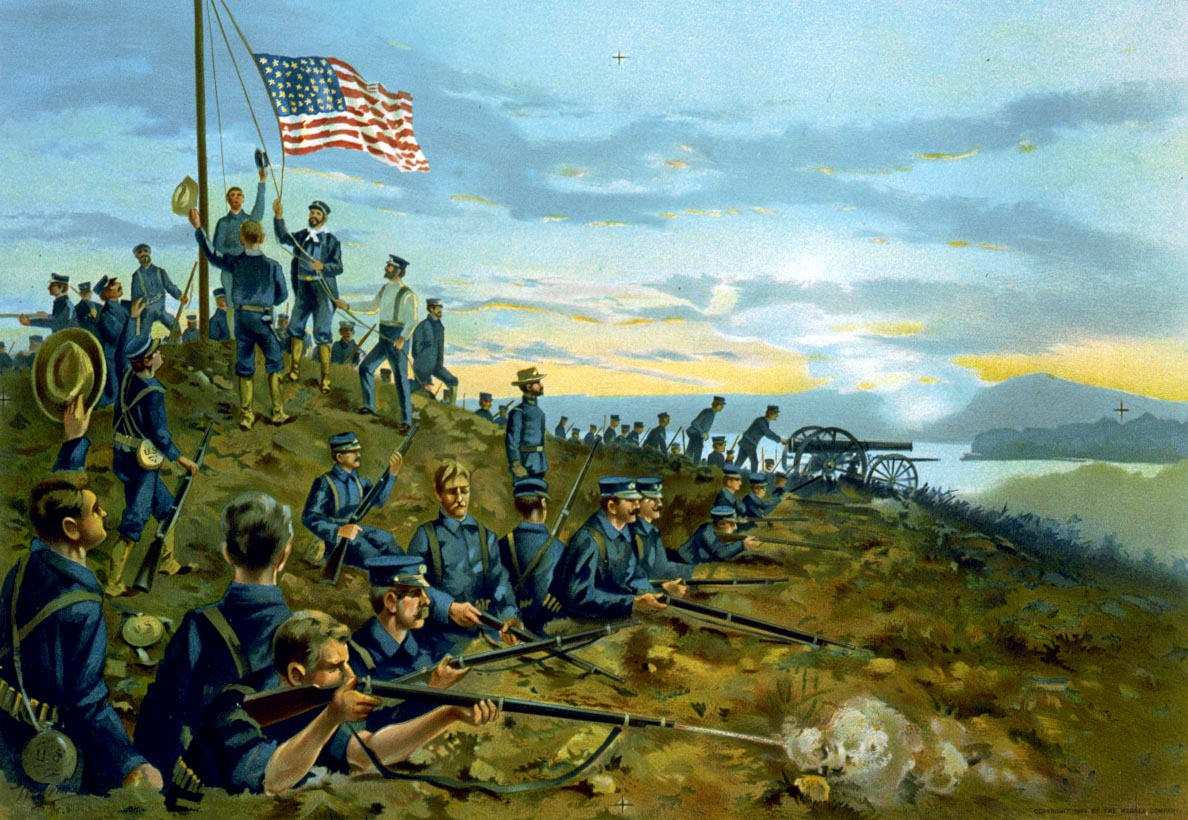
Infanteriștii marini americani ridică pentru arborează pentru prima oară drapelul american pe pământul cubanez pe 11 iunie 1898

„S-a sugerat că principalul motiv al războiului SUA împotriva Spaniei a fost competiția acerbă izvorâtă între New York World  al lui Joseph Pulitzer și New York Journal”. Joseph E. Wisan a scris în studiul „The Cuban Crisis As Reflected In The New York Press” publicat în „American Imperialism” în 1898: „În opinia scriitorului, războiul spaniol-american nu ar fi avut loc, dacă apariția lui Hearst în jurnalismul din New York nu ar produs o bătălie înverșunată pentru tirajul ziarului” . De asemenea, s-a afirmat că principalul motiv pentru care Statele Unite au intrat în război a fost încercarea sa eșuată de cumpărare a Cubei de la Spania.

Ostilitățile au început la câteva ore după declarația de război, în momentul în care un contingent al US Navy comandat de amiralul William T. Sampson a blocat mai multe porturi cubaneze. Americanii au decis să debarce în Cuba în provincia Oriente, unde rebelii cubanezi dețineau controlul aproape total. Americanii și cubanezii au colaborat pentru stabilirea unui cap de pod și protejarea debarcării la Daiquiri. Primul obiectiv al americanilor era cucerirea orașului Santiago de Cuba, acțiune care ar fi asigurat distrugerea forțelor terestre ale lui Linares și floata lui Cervera. Ca să ajungă la  Santiago, americanii trebuiau să străpungă defensiva concentrată spaniolă de pe dealul San Juan și din orășelul El Caney. Între 22 și 24 iunie 1898, soldații americani comandați de generalul William R. Shafter au debarcat la  Daiquirí și Siboney, la est de  Santiago.

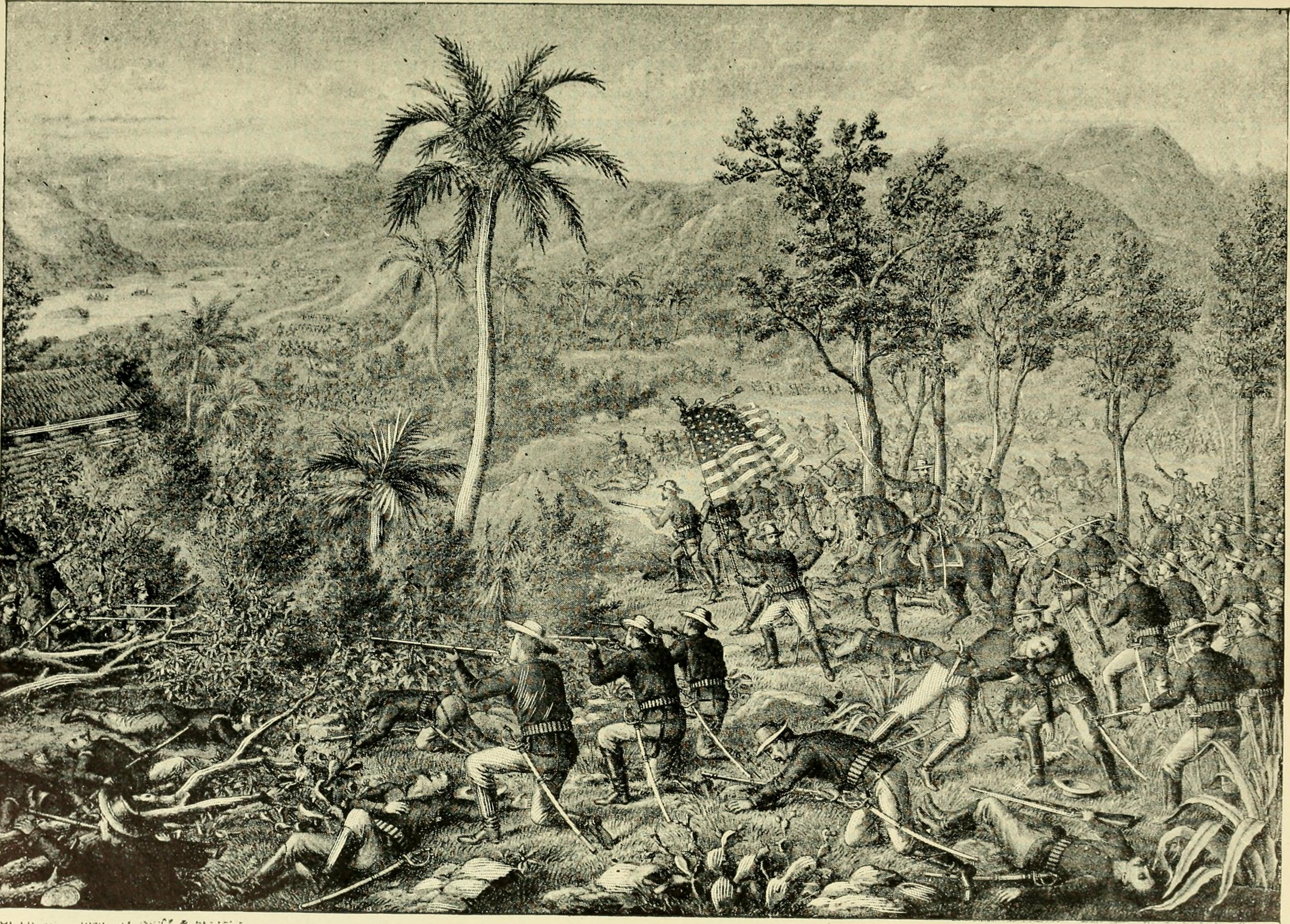
Bătălia de pe dealul San Juan

Portul Santiago a fost principalul obiectiv al operațiunilor navale. Flota americană care ataca Santiago avea nevoie de un port sigur ca să se adăpostească în perioada sezonului huricanelor. Din acest motiv, Guantánamo Bay, aflat în apropiere, a fost ales pentru acest scop. Portul Guantánamo a fost atacat pe 6 iunie. Bătălia de la Santiago de Cuba de pe 3 iulie 1898 a fost cea mai mare încleștare militară din timpul războiului hispano-american, având ca rezultat distrugerea escadrei spaniole din Caraibe. (Flota de Ultramar).
Apărarea orașului Santiago se baza în principal pe Fortul Canosa. În drumul spre Santiago, spaniolii și americanii au dus lupte la Las Guasimas pe 24 iunie, El Caney și dealul San Juan pe 1 iulie 1898, în afara orașului Santiago.. După încheierea acestor lupte, înaintarea americanilor a fost oprită. Trupele spaniole au reușit să apere Fortul Canosa, ceea ce dus la stabilizarea liniei defensive și bararea înaintării inamicului spre Santiago. Americanii și cubanezii au început un asediu complet și sângeros al orașului. Apărătorii orașului au capitulat în cele din urmă pe 16 iulie, după înfrângerea escadrei spaniole caraibiene. În acel moment, provincia Oriente era sub controlul americanilor. Generalul american Nelson A. Miles nu a permis intrarea trupelor cubaneze în Santiago, pretinzând că dorește să prevină ciocnirile dintre spanioli și cubanezi. Din acest motiv, generalul cubanez Calixto García, comandantul forțelor insurgente din zona de est, a cerut trupelor de sub comanda lui să rămână pe poziții în zonele pe care le controlau. După aceasta, el a demisionat, ca formă de protest pentru interzicerea intrării cubanezilor în Santiago, și a trimis o scrisoare  de protest generalului Shafter.

## Pacea
După ce au pierdut controlul asupra Filipinelor și Puerto Rico, care fuseseră invadate de asemenea de forțele SUA, în fața perspectivei înfrângerii și în Cuba, Spania a cerut încetarea conflictului pe 17 iulie 1898.  Pe 12 august, SUA și Spania au semanat o înțelegere de pace prin care Spania renunța la orice pretenție asupra Cubei. Pe 10 decembrie 1898, SUA și Spania au semnat Tratatul de la Paris, prin care era recunoscută independența Cubei.
Deși cubanezii au participat la toate luptele pentru eliberarea țării, SUA i-a împiedicat pe reprezentanții cubanezi să participe la tratativele de pace de la Paris și să semneze documentele finale. Tratatul nu stabilea nicio limită de timp pentru ocupația americană, iar Isla de la Juventud a devenit un teritoriu separat de Cuba. Tratatul recunoștea în mod oficial independența Cubei, dar generalul american William R. Shafter a refuzat să îi permită generalului cubanezl Calixto García și rebelilor de sub ordinele lui să participe la ceremonia Santiago de Cuba.

## Analiza istoricilor
Cei mai mulți istorici spanioli sunt de părere că insurecția nu putea să fie victorioasă prin forțe proprii. Pe de altă parte, istoricii cubanezi consideră că revoluționarii erau pe punctul de a câștiga lupta în 1898, nefiind nevoie de ajutorul din afară, care a fost însă binevenit pentru scurtarea conflictului. 

## Resurse internet
CUBAN WAR OF INDEPENDENCE 1895-1898

## Statistici ale războiului de Independență al Cubei
| Țară   | Populația 1895. | Trupe   | Soldați morți | Soldați morți de boală | Civili morți |
| ------ | --------------- | ------- | ------------- | ---------------------- | ------------ |
| Spania | 18 350 000      | 300 000 | 9 413         | 53 440                 |              |
| Cuba   | 1 550 000       | 25 000  | 5 180         | 3 437                  | 250 000      |
| Total  | 19 900 000      | 325 000 | 14 593        | 56 877                 | 250 000      |